# Andreas Kisser
Andreas Rudolf Kisser (São Bernardo do Campo, Brazilië, 24 augustus 1968) is een Braziliaanse gitarist, songwriter en producent. Hij is de leadgitarist en achtergrondzanger van de metalband Sepultura en De La Tierra. Daarnaast is Kisser ook actief geweest in andere diverse muzikale projecten en bands zoals Hail!, Sexoturica en Brasil Rock Stars.

## Biografie
Kisser werd geboren op 24 augustus 1968 in São Bernardo do Campo, een gemeente in de staat São Paulo. Zijn vader, van Duitse afkomst, werkte voor Mercedes-Benz als ingenieur en zijn moeder, een Sloveense uit Maribor, was lerares Duits en amateurkunstenares. Al jong, toonde Kisser zijn interesse in muziek. Op zijn tiende begon hij te luisteren naar de platen van The Beatles, Roberto Carlos en Tonico & Tinoco. Hij kreeg vervolgens zijn eerste akoestische gitaar van zijn grootmoeder en won een tweede gitaar bij een Bingospel. In het begin, leerde Kisser de basisakkoorden van de Braziliaanse populaire muziek en nadien klassieke muziekstukken. Via een vriend kwam hij in aanraking met de Hardrock en in 1983 zag hij Kiss live in São Paulo. Kisser kreeg ten slotte zijn eerste elektrische gitaar, een Giannini Supersonic, en een overdrivepedaal. Zijn belangrijkste inspiratiebronnen waren op dat moment gitaristen zoals Eric Clapton, Jimi Hendrix, Steve Howe, Tony Iommi, Ritchie Blackmore, Jimmy Page en Randy Rhoads.
Kisser begon op te treden in 1984 in de band Esfinge die hij vormde met twee schoolvrienden en waar hij gitaar speelde en zong. De driemansband speelde voornamelijk covers van groepen als Black Sabbath, Whitesnake, Iron Maiden, Venom en Metallica. Twee jaar later werd de band omgedoopt tot Pestilence en nam in 1987  een demo op genaamd Slaves of Pain. De nummers op de demo werden achteraf gebruikt door Sepultura in hun albums Schizophrenia en Beneath the Remains. Pestilence was echter van korte duur en de leden gingen uiteindelijk uit elkaar.

## Muziekcarrière

### Sepultura (1987-heden)

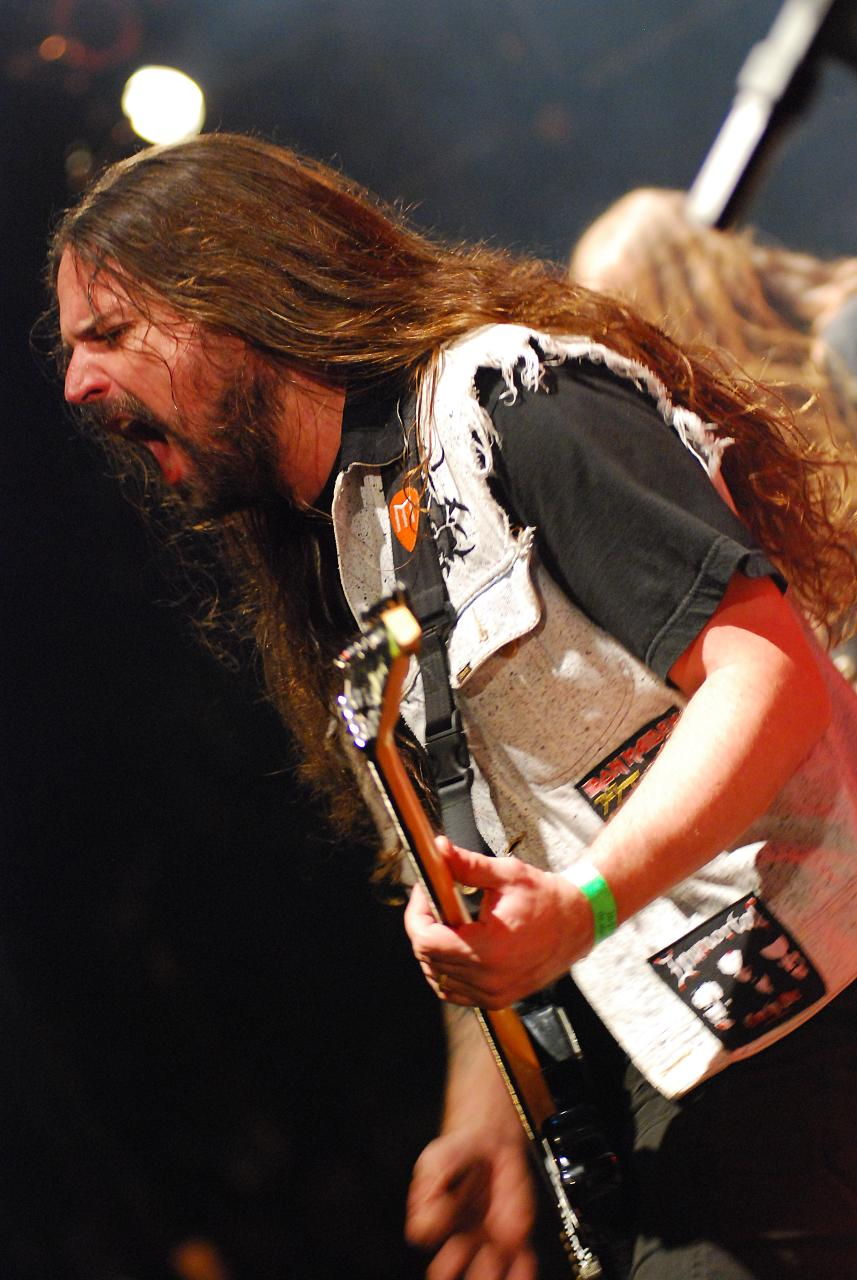
Andreas Kisser in 2008

In 1987, ontmoette Kisser de leden van Sepultura en woonde een van hun concerten bij in Belo Horizonte. Op de dag van het concert, trad hij op als geïmproviseerde roadie voor de zanger en gitarist Max Cavalera en speelde hij een paar nummers met de band tijdens de pauze. Na het vertrek van gitarist Jairo Guedz, deed Kisser auditie voor de vacante positie en werd hij een permanent lid. In hetzelfde jaar trad hij op met de band voor het eerst in Caruaru, Pernambuco en nam hij deel aan de opnames van het album Schizophrenia. Zijn aankomst in Sepultura heeft bijgedragen aan de evolutie van de muziek van de band. Max Cavalera heeft over hem gezegd:
... hij bracht nieuwe ideeën en invloeden in Sepultura. Het resultaat is Schizophrenia geworden.
Op Schizophrenia en Beneath the Remains, schreef Kisser de teksten samen met Max Cavalera terwijl de hele band de muziek schreef. Voor Arise en de daaropvolgende albums begon Kisser zijn eigen nummers te schrijven. Kisser zingt af en toe ook mee op concerten en opnames. In 1996 nam hij tijdelijk de plaats in van Max Cavalera op het Monsters of Rock festival in Castle Donington. Max moest toen achterblijven om de begrafenis van zijn stiefzoon Dana Wells te kunnen bijwonen.

### Samenwerkingen, gastoptredens en muziekproductie (1992-heden)
In 1992 werd Kisser gevraagd door Metallica om auditie te doen voor de tijdelijke positie van begeleidende gitarist. James Hetfield had dat jaar ernstige brandwonden aan zijn hand opgelopen na een ongeval met vuurwerk en kon geen gitaar spelen voor een tijdje. Kisser werd uiteindelijk niet gekozen.
Tussen 1995 en 1996 nam Kisser een aantal demo's op met Jason Newsted en Tom Hunting. Het trio nam eerst drie nummers op onder de naam Sexoturica. De nummers kwamen later op het verzamelalbum IR8 vs Sexoturica. Nadien namen Hunting, Kisser, Newsted samen met Robb Flynn van Machine Head twee nummers op en een cover van Motörhead, deze keer onder de naam Quarteto da Pinga. In 1996 hervatte Kisser zijn samenwerking met Newsted voor een ander project genaamd Godswallop. Het project telde ook Carl Coletti op drums en Sofia Ramos op zang.
Kisser maakte ook verschillende gastoptredens op het album van bands als Asesino, Astafix, Biohazard, Burning in Hell, Claustrofobia, Korzus, Krusader, Nailbomb, Ratos de Porão en The Corral AK. In 2005 nam Kisser deel aan de opnames van het album Roadrunner United en speelde op het concert voor de 25e verjaardag van het platenlabel Roadrunner Records. In 2008 werkte hij mee aan het Album Branco, een tributealbum van het White Album van de Beatles door Braziliaanse muzikanten. Kisser speelde gitaar in de nummers Piggies en Helter Skelter.
Bovendien heeft Kisser ook albums geproduceerd en gecoproduceerd. In 1992 coproduceerde hij het album Shadow of Time to Be van de groep Hammerhead. In 2004 nam hij drie nummers op voor het album Treme Terra van de Braziliaanse rockband Sayowa, coproduceerde het album Check Mate van de groep Necromancia en speelde in het nummer Greed Up To Kill. In 2006 coproduceerde Kisser met Stanley Soares het tweede album van Sayowa.

### Filmmuziek (1998-heden)
In 1998 nam hij samen met Igor Cavalera muziek op voor No Coração dos Deuses, een dramafilm van 1999. De soundtrack werd opgenomen in de ION Studio in São Paulo en geproduceerd door Andre Moraes. Kisser werkte ook samen met Tony Bellotto, Eduardo de Queiroz en Charles Gavin aan de muziek van de bekroonde misdaadfilm Bellini ea Esfinge (2002) en het vervolg Bellini eo Demônio (2008). In 2014 componeerde Kisser de muziek van de misdaadserie Dupla Identidade.

### Solocarrière (2007-heden)
In 2009, bracht Kisser zijn eerste soloplaat uit, getiteld Hubris I & II. Wanneer hij niet bezig was met Sepultura, experimenteerde hij met muzikale ideeën, schreef en nam demo's op waarvan een aantal gedurende 15 jaar bewaard waren gebleven voordat het album uitkwam. In 2007 publiceerde hij enkele videoclips van de opnames via YouTube. Het duurde zes jaar om het project af te ronden en in die tijd nam Kisser een groot deel van de productie voor zijn rekening. In de maanden die er op volgde speelde hij een paar concerten in Brazilië om zijn album te promoten en nam deel aan de opnames van de videoclip voor het nummer "Em Busca do Ouro". Het album werd genomineerd voor de 11e editie van de Latin Grammy Awards in de categorie "beste Braziliaanse rockalbum".

### Hail! (2008-heden)
Kisser is tevens lid van de tributeband Hail!. De groep werd eind 2008 gevormd door Dave Ellefson van Megadeth en muziekmanager Mark Abbattista. Naast Ellefson en Kisser verenigt Hail! andere muzikanten uit de metalscene als Tim "Ripper" Owens, Paul Bostaph, Mike Portnoy, Jimmy DeGrasso, Phil Demmel en Roy Mayorga. De eerste line-up bestond uit DeGrasso, Ellefson, Kisser en Owens en speelde in 2009 een reeks concerten in Chili. De band toerde vervolgens door Europa en gaf een exclusief concert in Libanon. In 2010 ging Hail! opnieuw op tournee in Europa en speelde een aantal shows in de VS. De line-up bestond dan uit Kisser, Owens, Bostaph en LoMenzo.

### Scorpions (2008)
In 2008 speelde hij een reeks concerten met Scorpions voor de Humanity World Tour in Mexico en Brazilië.

### Anthrax (2011)
In 2011 verving Kisser Scott Ian, gitarist van Anthrax, voor een reeks concerten in Europa, waaronder de Big-4-concerten in Göteborg, Knebworth en Amneville. Ian was achtergebleven om de geboorte van zijn eerste kind bij te wonen.

### De La Tierra (2012-heden)
In 2012 vormde Kisser de Latijns-Amerikaanse supergroep De La Tierra met Alex González van Maná, Andres Gimenez van A.N.I.M.A.L. en Sr Flavio van Los Fabulosos Cadillacs. De band bracht in 2013 zijn eerste single uit genaamd 'Maldita Historia'. In 2014 kwam het eponieme album van De La Tierra uit.

## Instrumenten
Gedurende zijn carrière heeft Kisser gitaren van verschillende merken gebruikt. Toen hij begon met Sepultura, gebruikte hij een Ibanez RG440. Later kocht Kisser een Charvel Model 2 en een Jackson Randy Rhoads die hij tot nu toe nog steeds gebruikt in de opnames. In de jaren 90 speelde Kisser ook op ESP en Fernandes gitaren. Tegenwoordig speelt hij op Fender, Jackson en Seizi gitaren. Hij is bij Fender sinds 2002 en bij Seizi sinds 2011.  Wanneer hij op tournee gaat, neemt hij vier gitaren mee, twee voor elke stemming: D en Bb standaard. Kisser heeft een verzameling van ongeveer 40 gitaren, waaronder:
- ESP Explorer
- ESP Horizon 3
- ESP Viper
- Fender Stratocaster
- Fernandes AFR-150S
- Jackson Soloist
- Seizi Mosh custom

Als versterker gebruikt Kisser een Orange Rockerverb 100 MKII en PPC412 kasten. Tijdens een concert gebruikt hij twee versterkers en twee tot vier 4 x 12" kasten. Vroeger gebruikte Kisser Marshall, Mesa Boogie en Meteoro versterkers.
- Mesa Boogie Triaxis
- ADA MP-1 MIDI
- Mesa Boogie Strategy 500 Power Amp
- Mesa Boogie Triple Rectifier
- Mesa Boogie 4 x 12"
- Marshall JCM 800 2204
- Marshall 4 x 12"
- Meteoro MAK 3000

Wanneer hij live speelt, gebruikt Kisser weinig tot geen effectpedalen. Zijn huidige pedaalbord beperkt zich tot een MXR Carbon Copy en een Cry Baby Wah signaturemodel.
- Boss CH-1 Super Chours
- Dunlop Buddy Guy CryBaby Wah
- Dunlop Andreas Kisser CryBaby Wah
- Morley Wah
- MXR Carbon Copy
- Rocktron Hush Super C
- Plectra Dunlop 0.88mm en James Hetfield Black Fang 0.96 mm
- Snaren SG signature (.10-.46 en .13-.56)

## Persoonlijk leven
Kisser is getrouwd met Patricia Perissinotto Kisser en heeft drie kinderen: Giulia (geboren in 1995), Yohan (geboren in 1997), en Enzo (geboren in 2005). Hij is een voetballiefhebber en een fervente supporter van de ploeg São Paulo Futebol Clube. Naast zijn carrière als muzikant is Kisser ook actief in andere domeinen van de muziekwereld. In 2010 schreef hij een wekelijkse column voor Yahoo! Music Brasil en sinds januari 2013 presenteert hij zijn eigen radioshow met zijn zoon Yohan. De show heet Pegadas de Andreas Kisser ("Nummers van Andreas Kisser") en wordt uitgezonden op de Braziliaanse radiozender 89FM Rádio Rock.
In 2012, werd Kisser's naam opgenomen op de muur van beroemdheden van de Cavern Club. Hierdoor werd hij de eerste Braziliaanse muzikant en tegelijkertijd de eerste metalgitarist om op deze manier geëerd te worden. Kisser had voorheen een reeks concerten gespeeld in de Liverpoolse club met de Braziliaanse covergroep Clube Big Beatles.

## Discografie
Pestilence
- 1987 - Slaves of Pain (Demo)

Sepultura
- 1987 - Schizophrenia
- 1989 - Beneath The Remains
- 1991 - Arise
- 1993 - Chaos A.D.
- 1996 - Roots
- 1998 - Against
- 2001 - Nation
- 2002 - Revolusongs
- 2003 - Roorback
- 2006 - Dante XXI
- 2009 - A-Lex
- 2011 - Kairos
- 2013 - The Mediator Between Head And Hands Must Be The Heart
- 2014 - Dupla Identidade (Música original da Minissérie)
- 2015 - DarkSide (Single)
- 2015 - Sepultura Under My Skin (Single)

Soloalbum
- 2009 - Hubris I & II

Quarteto da Pinga
- 1995 - Demo

Sexoturica
- 1995 - SpermogoDemo (Demo)
- 2003 - IR8 / Sexoturica

De La Tierra
- 2014 - De La Tierra

### Samenwerkingen en andere project
The AK Corral
- 2004 – A Different Brand Of Country

Die Apokalyptischen Reiter
- 2009 – Adrenalin

Asesino
- 2006 - Cristo Satánico

Astafix
- 2009 - End Ever

Biohazard
- 2001 - Uncivilization

Burning in Hell
- 2006 - Believe

Claustrofobia
- 2005 - Fulminant

Clutch
- 1993 – A Shogun Named Marcus

Korzus
- 2004 - Ties of Blood

Krusader
- 2009 - Angus

Nailbomb
- 1994 - Point Blank

Necromancia
- 2001 - Check Mate

Os Paralamas do Sucesso
- 2005 - Hoje on "Fora do Lugar" and "Ponto de Vista"

Ratos de Porão
- 1987 - Cada Dia Mais Sujo e Agressivo / Dirty and Aggressive

Roadrunner United
- 2005 - The All-Star Sessions

Sallaberry
- 2007 – Samba Soft

Titãs
- 1995 - Domingo on "Brasileiro"
- 2009 - Sacos Plásticos on "Deixa Eu Entrar"

Various
- 2005 - Subdivisions [Tribute To Rush]
- 2008 - Álbum Branco